# 法定人口
法定人口（ほうていじんこう）は、法律の施行の際に根拠となる人口のこと。統計の種類としては人口静態統計にあたる。

## 日本
日本においては、5年に1度行われる国勢調査をもとに算出される（住民基本台帳による登録人口は法定人口には用いられない）。ただし、国勢調査による人口の確定数が発表されるまで時間がかかるため、調査の数ヶ月後に官報で発表される国勢調査の要計表による人口が確定数発表まで法定人口として取り扱われる。
国勢調査は5年に1度しか行われないため、自治体の法定人口も基本的に5年間変化しないが、市町村合併が行われた場合や市町村境・都道府県境の変更が行われた場合には、当該地域の国勢調査の人口を合算したものが法定人口として扱われる。

### 具体例
地方自治法、地方交付税法、衆議院議員選挙区画定審議会設置法などを施行する際の人口要件として用いられている。例えば、政令指定都市・中核市・特例市などの指定、地方交付税交付金の額の算定、国会議員や地方議員の選挙区の画定などに用いられる。
なお、国や自治体の行政施策が国勢調査の人口を根拠に実施されたとしても、その施策の根拠法に人口要件がない場合は国勢調査の人口を法定人口とは呼ばない。根拠法に人口要件がない場合、指定統計および基幹統計である国勢調査の人口を第一に考慮して策定するものの、北海道以外の都府県が毎月発表している推計人口など、様々な統計が用いられている。